# Estación San Javier (SITVA)
La estación San Javier es la primera estación de la línea B del Metro de Medellín de oriente a occidente, así como la primera de la línea J. Está ubicada en la zona más occidental de la ciudad y es la única en la línea B cuyo paso es a nivel.
Fue inaugurada en 1996, En 2008 fue sometida a un proceso de ampliación y de remodelación para conectarla con la nueva línea J o Metrocable Nuevo Occidente.

## Diagrama de la estación - Metro
| NIVEL 2          |                                                                        |                  |
|                  | Estación San Javier - Línea                                            | Salida / Entrada |
|                  |                                                                        |                  |
| SUELO            |                                                                        |                  |
| Terminal         | Vía de servicio                                                        | Oriente          |
| Terminal         | ← Terminal                                                             | Oriente          |
| Salida / Entrada | Plataforma central, las puertas se abren a la derecha y a la izquierda |                  |
| Terminal         | → hacia Estación Santa Lucía (Estación San Antonio)                    | Oriente          |
|                  |                                                                        |                  |

## Diagrama de la estación - Metrocable
| NIVEL 2          |                                                  |                  |
| Salida / Entrada |                                                  | Salida / Entrada |
| Plataforma en U  | ← Terminal                                       | Norte            |
| Plataforma en U  | → hacia Estación Juan XXIII (Estación La Aurora) | Norte            |
| Salida / Entrada |                                                  | Salida / Entrada |
|                  |                                                  |                  |
| SUELO            |                                                  |                  |
| Salida / Entrada | Estación San Javier - Línea                      |                  |
|                  |                                                  |                  |

## Horario
| Horarios de estación                  | Lunes a viernes | Sábado | Domingo y festivos |
| ------------------------------------- | --------------- | ------ | ------------------ |
| Primer tren con dirección San Antonio | 04:23           | 04:23  | 04:53              |
| Primer tren con dirección San Javier  | —               | —      | —                  |
| Último tren con dirección San Antonio | 22:48           | 22:48  | 22:08              |
| Último tren con dirección San Javier  | —               | —      | —                  |

## Rutas integradas
| RUTA   | NOMBRE                      | DESTINO |
| ------ | --------------------------- | ------- |
| C23ii  | San Cristóbal               |         |
| 201i   | Belencito - Corazón         |         |
| 221i   | Belencito - Villa Laura     |         |
| 225i   | 20 de Julio                 |         |
| 226i   | Barrio El Salado - Depósito |         |
| 227i   | Barrio Eduardo Santos       |         |
| 227-IA | Las Peñitas                 |         |
| 227IB  | La Gabriela                 |         |
| 228i   | Nuevos Conquistadores       |         |
| 243iD  | La Divisa                   |         |
| 229i   | Barrio Nuevo                |         |

## Zona de interés
Escaleras eléctricas de la comuna 13 a través de la ruta integrada 221i